# Anomiopus birai
Anomiopus birai är en skalbaggsart som beskrevs av Canhedo 2006. Anomiopus birai ingår i släktet Anomiopus och familjen bladhorningar. Inga underarter finns listade i Catalogue of Life.